# Lipno nad Vltavou
Lipno nad Vltavou är en ort i Tjeckien.   Den ligger i distriktet Okres Český Krumlov och regionen Södra Böhmen, i den södra delen av landet, 160 km söder om huvudstaden Prag. Lipno nad Vltavou ligger 777 meter över havet och antalet invånare är 517. Den ligger vid sjön Údolní nádrž Lipno.
Terrängen runt Lipno nad Vltavou är huvudsakligen kuperad, men åt nordväst är den platt. Runt Lipno nad Vltavou är det ganska tätbefolkat, med 116 invånare per kvadratkilometer. Närmaste större samhälle är Loučovice, 2,5 km sydost om Lipno nad Vltavou. I omgivningarna runt Lipno nad Vltavou växer i huvudsak blandskog.